# Stazione di Catalini
La stazione di Catalini era una fermata ferroviaria posta sulla linea Velletri-Terracina. Serviva la località rurale di Catalini, nel territorio comunale di Velletri.

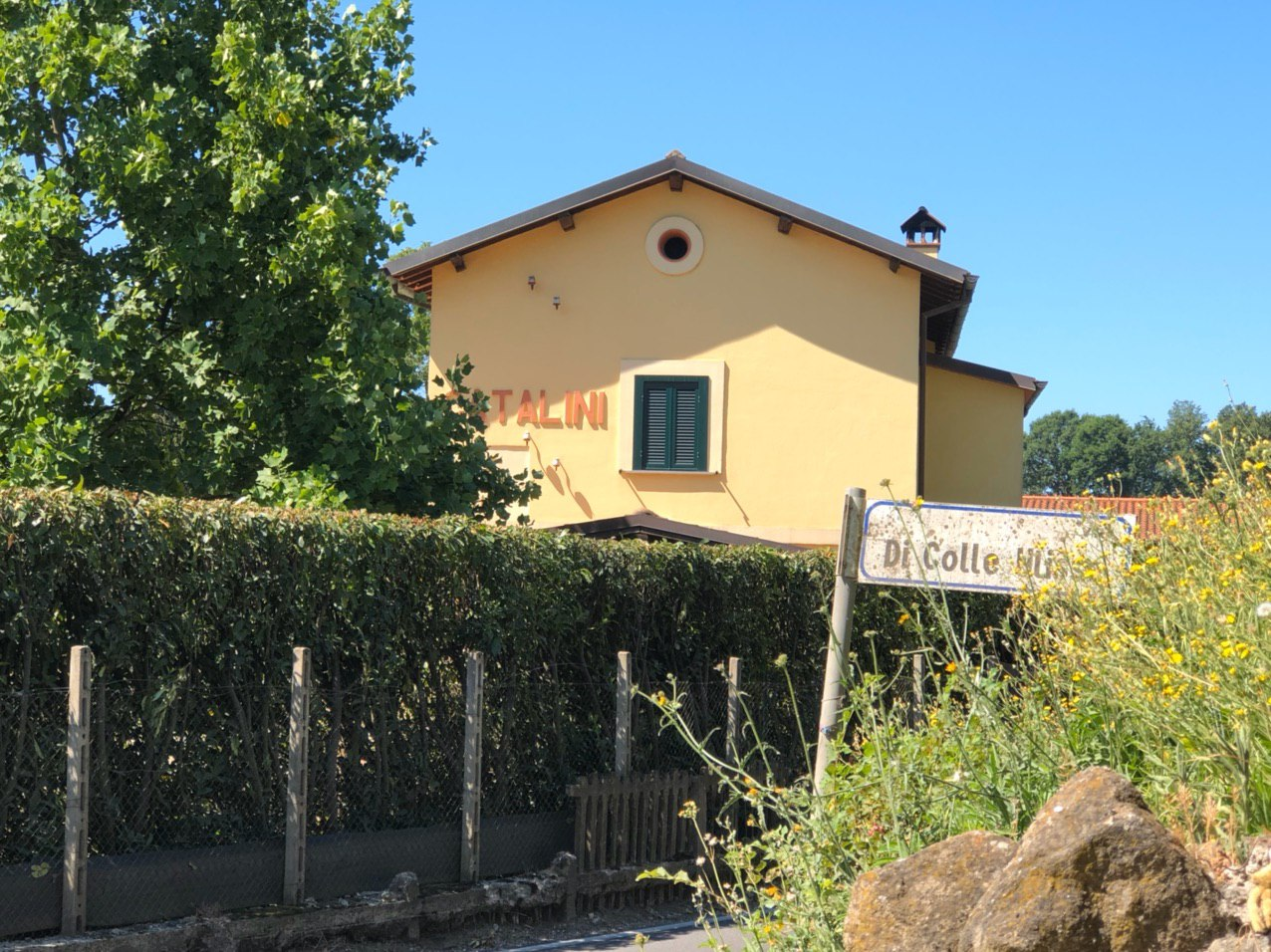
La fermata vista lato Terracina

## Storia
La fermata di Catalini venne attivata nel 1947.
Ad oggi il fabbricato viaggiatori è abitazione privata.